# أولكساندر زوبريان
أولكساندر زوبريان (بالأوكرانية: Зубріхін Олександр)‏ (مواليد 28 أكتوبر 1974) هو ملاكم أوكراني، مثّل بلاده في الألعاب الأولمبية الصيفية 2000.

## روابط خارجية
أولكساندر زوبريان على موقع أوليمبيديا (الإنجليزية)